# Тадеуш Кукіз
Тадеуш Кукіз нар. 9 травня 1932, в селі Дубовице, що тоді належало до Тарнопольського воєводства, нині неіснуюче поселення, що колись входило до ґміни Щуровичі, на північний захід від Батиєва. Походив з родини Маріяна Кукіза — старшого офіцера Державної поліції Другої Речі Посполитої, та його дружини Анни. У дитинстві проживав у населених пунктах Увин, Лопатин, Нараїв та Зборів, помер 14 травня 2015, Вроцлав — польський лікар, популяризатор історії та культури Пограниччя

## Біографія
У 1940 році його батька заарештувало НКВС, а в червні 1941-го Маріян Кукіз був убитий у львівській в’язниці “Бригідки” під час масових розстрілів в’язнів. Сам Тадеуш, разом з матір’ю та сестрою, був 13 квітня 1940 року депортований до північно-східного Казахстану. Повернувся до Польщі у 1946 році, оселившись у селі Ясіон поблизу Прудніка.
Закінчив І Загальноосвітній ліцей у Прудніку. У 1951–1957 роках вивчав медицину: спочатку в Університеті Палацького в Оломоуці, а згодом — у медичних академіях у Забже, Любліні та Варшаві.
Близько тридцяти років очолював відділення внутрішніх хвороб у лікарні в Нємодліні, а також керував місцевим осередком Польського лікарського товариства. Опублікував низку статей у фахових медичних виданнях.
Був активним учасником Товариства шанувальників Львова та Південно-Східних Кресів, популяризуючи історію й культуру регіону через лекції та інтерв’ю, зокрема на радіо Вроцлава та Ополя. Публікував нариси про історію міст і сіл, пов’язаних із родиною.
Брав активну участь у діяльності Союзу сибіряків.
Протягом багатьох років досліджував долю ікон Богородиці, які були вивезені після Другої світової війни з архідієцезії львівської та дієцезій перемишльської й луцької до Польщі в її нових кордонах. Статті з цієї тематики друкував у численних польських та закордонних виданнях, зокрема: Spotkania z Zabytkami, Semper Fidelis, Wrocławskie Wiadomości Kościelne, Kresy Literackie, Gość Niedzielny, Rocznik Lwowski, Wołanie z Wołynia, Dziennik Polski i Dziennik Żołnierza (Лондон).
Був членом Товариства друзів книги (відділення в Ополі) та Кола шанувальників екслібрису у Вроцлаві.

У 2012 році був удостоєний Бронзової медалі «Заслужений діяч культури Gloria Artis». У 2013 році отримав нагороду «Хранитель національної пам’яті» (Kustosz Pamięci Narodowej).

## Сімейне життя
Батько польського музиканта, актора та політика Павла Кукіза .

## Публікації
- Народні Клейноди[2]

1. ↑  Тадеуш Кукіз "Земля Радехівська і люди звідти". ТРК "Радехів" (укр.). 24 грудня 2024. Процитовано 6 квітня 2025.
2. ↑  Maciej Józef Wojciechowski (7 березня 2013). TADEUSZ KUKIZ. Процитовано 6 квітня 2025 — через YouTube.